# 이집트족제비
이집트족제비는 이집트 북부 지역에서 발견되는 족제비과 동물의 일종이다. IUCN 적색 목록에서 관심대상종(LC, Least Concern Species)으로 분류하고 있다. 이전에는 족제비속에 속하는 별도의 종(학명: Mustela subpalmata)으로 간주했다.

## 특징

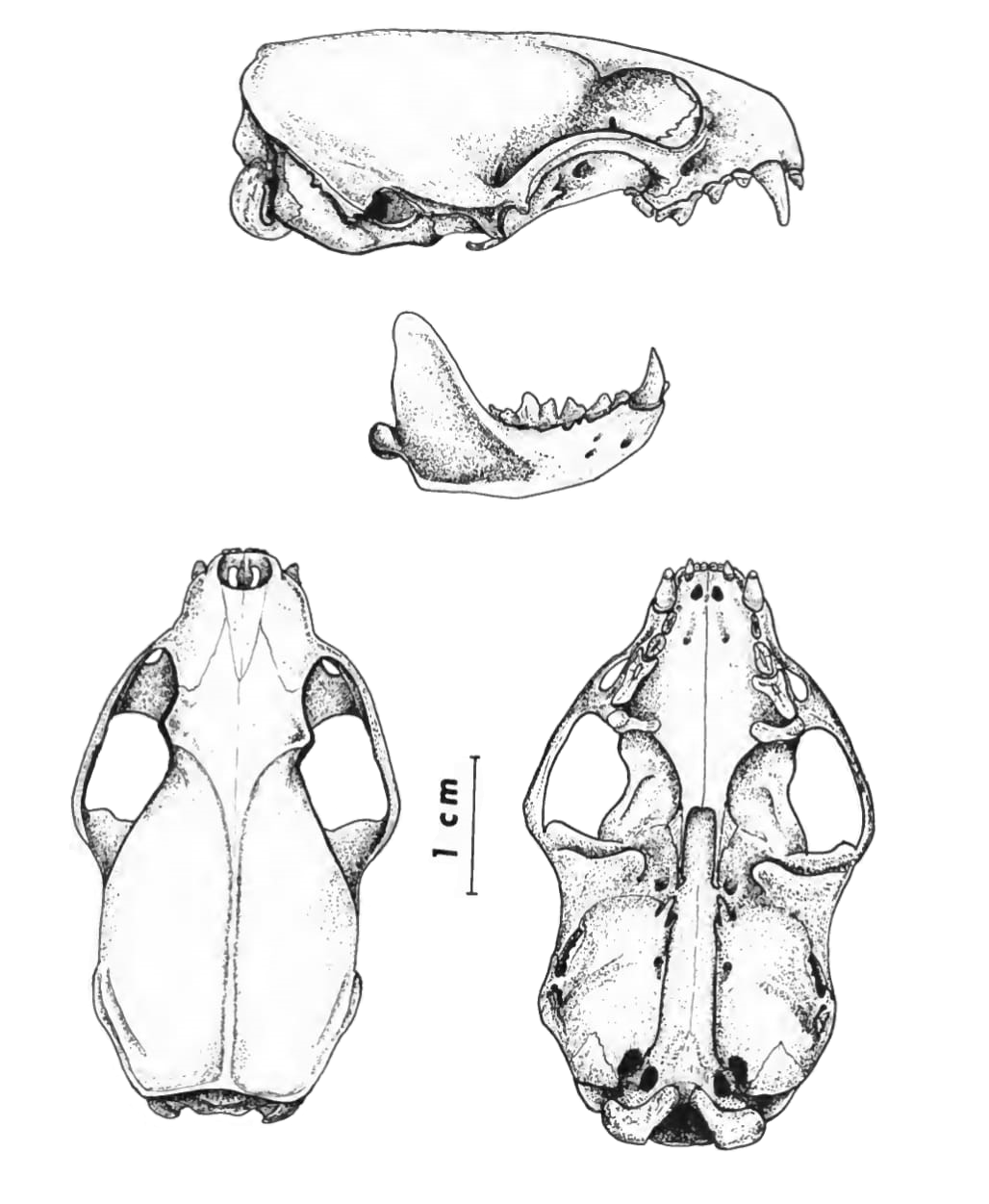
이집트수달의 두개골

이집트수달은 짧은 다리와 작은 머리와 귀를 갖고 있으며, 꼬리는 길고 가늘다. 주둥이가 넓다. 몸 윗부분은 갈색을 아랫 부분은 크림색을 띤다. 수컷의 몸길이는 36.1~43cm, 암컷은 32.6~39cm 정도이다. 수컷의 꼬리 길이는 10.9~12.9cm이며, 암컷은 9.4~11cm이다. 몸무게는 수컷이 60~130g, 암컷이 45~60g 정도이다. 쇠족제비와 너무나 닮아서, 최근 1992년에야 별도의 종으로 분리되었다.

## 서식지 및 생활사
이집트수달은 도시와 마을 등 사람과 같은 장소에서 산다. 거의 야행성 동물이다. 암컷은 한 해에 최대 3번 새끼를 낳을 수 있고, 한 번에 4~9마리의 새끼를 낳는다.

## 먹이
식육목 동물로 먹이는 주로 생쥐류와 들쥐, 도마뱀 등이다. 먹이가 부족하면 곤충을 먹기도 한다.